# Damen-Basketballnationalmannschaft der Republik Kongo
Die Damen-Basketballnationalmannschaft der Republik Kongo ist die Auswahl von Basketballspielerinnen der Republik Kongo, welche die Fédération Congolaise de Basketball auf internationaler Ebene, beispielsweise in Freundschaftsspielen gegen die Auswahlmannschaften anderer nationaler Verbände, aber auch bei internationalen Wettbewerben repräsentiert. Größter Erfolg war der siebte Platz bei der Afrikameisterschaft 1970. 1962 trat der nationale Verband dem Weltverband Fédération Internationale de Basketball (FIBA) bei. Im Juni 2014 wurde die Mannschaft nicht in der Weltrangliste der Frauen geführt.

## Internationale Wettbewerbe

### Republik Kongo bei Weltmeisterschaften
Die Mannschaft konnte sich bisher nicht für eine Weltmeisterschaft qualifizieren.

### Republik Kongo bei Olympischen Spielen
Bisher gelang es der Mannschaft nicht, sich für die olympischen Basketballwettbewerbe zu qualifizieren.

### Republik Kongo bei Afrikameisterschaften
Die Mannschaft kann bisher zwei Teilnahmen an der Afrikameisterschaft vorweisen:
| - 1966: nicht qualifiziert - 1968: nicht qualifiziert - 1970: 7. Platz - 1974: nicht qualifiziert - 1977: nicht qualifiziert - 1979: nicht qualifiziert - 1981: nicht qualifiziert - 1983: nicht qualifiziert - 1984: nicht qualifiziert - 1986: nicht qualifiziert - 1990: nicht qualifiziert | - 1993: 9. Platz - 1994: nicht qualifiziert - 1997: nicht qualifiziert - 2000: nicht qualifiziert - 2003: nicht qualifiziert - 2005: nicht qualifiziert - 2007: nicht qualifiziert - 2009: nicht qualifiziert - 2011: nicht qualifiziert - 2013: nicht qualifiziert |

### Republik Kongo bei den Afrikaspielen
Die Damen-Basketballnationalmannschaft der Republik Kongo nahm bisher nicht an den Wettbewerben der Afrikaspiele teil.